# Renee Simons
Renee Simons (Oliver, 18 de abril de 1972) es una deportista canadiense que compitió en curling.
Ganó dos medallas en el Campeonato Mundial de Curling, en los años 2006 y 2007.

## Palmarés internacional
| Campeonato Mundial | Campeonato Mundial      | Campeonato Mundial | Campeonato Mundial |
| Año                | Lugar                   | Medalla            | Prueba             |
| ------------------ | ----------------------- | ------------------ | ------------------ |
| 2006               | Grande Prairie (Canadá) | Medalla de bronce  | Equipo             |
| 2007               | Aomori (Japón)          | Medalla de oro     | Equipo             |